# Carín León
Óscar Armando Díaz de León Huez (Hermosillo, Sonora; 26 de julio de 1989), conocido como Carín León, es un cantante, guitarrista y compositor mexicano de música regional mexicana. Ha compuesto canciones para artistas como Christian Nodal, Natalia Aguilar, Los Plebes del Rancho, El Fantasma, Voz de Mando, Chuy Lizárraga, entre otros.

## Biografía
Carín León nació en Hermosillo, Sonora, hijo de Óscar Díaz de León y Carmen Julia Huez. Comenzó a tocar la guitarra cuando estaba en la escuela secundaria y participó en la rondalla del Colegio de Estudios Científicos de Sonora (CECYTES).  Dio sus primeros pasos como músico profesional alrededor de 2005 como parte de la banda local Los Reales. En 2010, fundó junto a otros cuatro jóvenes el Grupo Arranke en el que ocupó durante ocho años el cargo de compositor, guitarrista de bajo quinto y primera voz, para interpretar música norteña, sierreña y de banda sinaloense.
En noviembre de 2017, grabó con el Grupo Arranke el éxito «A través del vaso», escrito por Geovani Cabrera y Horacio Palencia. Luego ese año, considerando con sus compañeros de grupo, decidió iniciar su carrera como solista.
En mayo de 2020, lanzó una versión de la canción «Tú», originalmente de la puertorriqueña Noelia, que actualmente supera las 500 millones reproducciones en la plataforma de YouTube. El tema ingresó a la lista Hot Latin Songs de Billboard y también apareció en las listas de canciones virales de la plataforma de música en línea Spotify en México, Estados Unidos, Colombia, Guatemala, en Bolivia y Honduras. El 28 de agosto del mismo año, lanzó a través de su disquera Tamarindo Rekordsz, la canción «El amor de tu vida» junto a Tony Meléndez de Conjunto Primavera, y se publicó a la vez también su video musical, grabado durante el mes de agosto en Monterrey. Este obtuvo más de 1 millón de visitas de YouTube en sus primeras 48 horas y ocupó el número 8 en México, el número 12 en los Estados Unidos y el número 31 en general en las listas de tendencias de la plataforma.
El 7 de octubre, Pancho Barraza confirmó que Carín León era uno de los invitados de su álbum próximo de celebración de 30 años de carrera.  León participó en la canción «Una noche cualquiera» y compartió en su cuenta oficial de Instagram, momentos de su sesión de grabación de la canción.
El 27 de octubre, Grupo Firme lanzó junto a Carín el video de la canción «El tóxico», escrita por Javier González y León.En noviembre, publicó en colaboración con Randy Ortíz del dúo puertorriqueño Jowell & Randy, una nueva adaptación al estilo reggaetón de su canción «Tú». El éxito de sus colaboraciones con Tony Meléndez, Grupo Firme y su versión de «Tú», hicieron de 2020 el mejor año de la carrera de Carín León. Recibió dos nominaciones a los Premios Lo Nuestro en las categorías de Artista Sierreño del Año - Regional Mexicano, y otra en la Canción Sierreña del Año - Regional Mexicano por el sencillo «Me la aventé». Ese mismo año, participó en la canción supergrupo con el cantautor y compositor Espinoza Paz y otros artistas del regional mexicano, «Hoy más que nunca», en donde apoyan a su natal México en medio de dificultades y en plena pandemia de coronavirus a nivel mundial. 
El 26 de febrero de 2021, el cantante español C. Tangana publicó la canción «Cambia!» interpretada junto a León y a Adriel Favela, incluida en su álbum El Madrileño. El 23 de marzo del mismo año, León y Javier González recibieron un premio de la ASCAP por su tema «Me la aventé».El 10 de agosto, el álbum Inédito de Carín León, fue recomendado por la periodista y crítica musical Griselda Flores, como uno de los 25 mejores álbumes de música latina de 2021, señalado por la redacción de la revista Billboard.
El 24 de marzo de 2022, la cantautora chileno-mexicana Mon Laferte, declaró en una entrevista al diario El Imparcial, que se ha vuelto fanática de la música de Carín y que le gustaría colaborar con él en el marco de un dúo. El 11 de junio del mismo año, él confirma al canal de noticias Proyecto Puente que iniciaría una gira de once conciertos por Estados Unidos.  El 19 de septiembre, se publicó su primera participación en Tiny Desk, programa de conciertos en vivo de NPR; la grabación fue atípica, pues el concierto se grabó fuera de las oficinas, debido al confinamiento. El 17 de noviembre ganó el Premio Grammy Latino a la Mejor Canción Regional Mexicana por el tema «Como lo hice yo» junto a Edgar Barrera y Matisse. Según cifras publicadas por la plataforma de música en streaming Spotify, León ocupó el tercer lugar entre los artistas mexicanos más escuchados en México en 2022.En el mismo año también ganó un Premio lo Nuestro a la Canción Banda del Año - Regional Mexicano por el sencillo «El tóxico» junto a Grupo Firme.
El 16 de noviembre de 2023, León ganó su segundo Grammy Latino; esta vez ganando en la categoría de Mejor Álbum de Música Norteña con su tercer álbum de estudio Colmillo de leche.
El 23 de febrero de 2024, León hizo su debut en uno de los escenarios más prestigiosos de la música country, el Grand Ole Opry en Nashville, Tennessee. El 14 de abril del mismo año, León debutó en el Festival Coachella en California, durante su primera semana ese año. Seis días después, el 20 de abril, León fue presentado con la llave de Coachella por parte del ayuntamiento de la ciudad. Al día siguiente, el 21 de abril, León se volvió a presentar en el Festival Coachella durante su segunda semana. Cinco días después, el 26 de abril, León hizo su presentación debut en el mismo sitio del Festival Coachella, pero esta vez en el Festival Stagecoach; específico a la música country. El 4 de octubre del mismo año, León hizo su debut en el Festival Austin City Limits en el Parque Zilker de Austin, Texas. El día siguiente debutó en Austin City Limits en el Moody Center, también en Austin.
El 14 de noviembre, León recibió su tercer Grammy Latino; esta vez ganando en la categoría de Mejor Álbum de Música Mexicana Contemporánea con su cuarto álbum de estudio Boca chueca, vol. 1. El 2 de febrero de 2025, el mismo álbum ganó el Grammy al Mejor Álbum de Música Mexicana.
El 26 de febrero de 2025, León debutó en el Festival Internacional de la Canción de Viña del Mar en Chile donde recibió los premios Gaviota de Plata y Oro. El 9 de marzo,  debutó en el Rodeo de Houston, donde realizó un concierto en frente de 70,603 personas. El 16 de mayo, se publicó un segundo concierto dentro de la serie Tiny Desk de NPR conocida por las restricciones de espacio físico, donde se presentó con 16 músicos sonorenses; el video en YouTube acumuló más de un millón de vistas en las primeras 48 horas. 

## Discografía

### Álbumes de estudio
| Título              | Detalles del álbum                                                                                           | Ref.   |
| ------------------- | --- | ------ |
| El malo             | - Lanzamiento: 1 de agosto de 2019 - Discográfica: Tamarindo Rekordsz - Formato: Descarga digital, streaming |        |
| Inédito             | - Lanzamiento: 7 de mayo de 2021 - Discográfica: Tamarindo Rekordsz - Formato: Descarga digital, streaming   | [ 36 ] |
| Colmillo de leche   | - Lanzamiento: 18 de mayo de 2023 - Discográfica: Socios Music - Formato: Descarga digital, streaming        | [ 37 ] |
| Boca chueca, vol. 1 | - Lanzamiento: 30 de mayo de 2024 - Discográfica: Socios Music - Formato: Descarga digital, streaming        |        |

### Álbumes en vivo
| Título | Detalles del álbum                                                                                                | Ref.   |
| --- | --- | ------ |
| Desvelada con banda y mariachi (en vivo) | - Lanzamiento: 12 de abril de 2018 - Discográfica: Tamarindo Rekordsz - Formato: Descarga digital, streaming      | [ 38 ] |
| A puro pelo: 100% en vivo | - Lanzamiento: 22 de junio de 2018 - Discográfica: Tamarindo Rekordsz - Formato: Descarga digital, streaming      | [ 39 ] |
| Pa' las de vidrio (en vivo) | - Lanzamiento: 28 de septiembre de 2018 - Discográfica: Tamarindo Rekordsz - Formato: Descarga digital, streaming | [ 40 ] |
| Amanecida con todo y todos | - Lanzamiento: 20 de diciembre de 2018 - Discográfica: Tamarindo Rekordsz - Formato: Descarga digital, streaming  | [ 41 ] |
| Borrachera con taka takas | - Lanzamiento: 9 de enero de 2020 - Discográfica: Tamarindo Rekordsz - Formato: Descarga digital, streaming       | [ 42 ] |
| Encerrados pero enfiestados, vol. 1 (live) | - Lanzamiento: 22 de mayo de 2020 - Discográfica: Tamarindo Rekordsz - Formato: Descarga digital, streaming       | [ 43 ] |
| Encerrados pero enfiestados, vol. 2 (live) | - Lanzamiento: 17 de julio de 2020 - Discográfica: Tamarindo Rekordsz - Formato: Descarga digital, streaming      | [ 44 ] |
| Borrachera con Los Honorables (en vivo) | - Lanzamiento: 19 de diciembre de 2020 - Discográfica: Tamarindo Rekordsz - Formato: Descarga digital, streaming  | [ 45 ] |
| Pistiembre todo el año (en vivo) | - Lanzamiento: 17 de diciembre de 2021 - Discográfica: Tamarindo Rekordsz - Formato: Descarga digital, streaming  | [ 46 ] |
| Desde la playa, vol. 2 (en vivo) (de El Mimoso, Carín León, Luis Ángel "El Flaco", Pancho Barraza, Larry Hernández, El Bebeto, Jorge Medina, Julio Barraza, Hernán Sepúlveda y Beto Guzmán) | - Lanzamiento: 8 de diciembre de 2022 - Discográfica: Music VIP - Formato: Descarga digital, streaming            | [ 47 ] |
| Cura local (en vivo) | - Lanzamiento: 15 de diciembre de 2022 - Discográfica: Socios Music - Formato: Descarga digital, streaming        | [ 48 ] |
| U.V.V. vol. 8 (en vivo) | - Lanzamiento: 14 de diciembre de 2023 - Discográfica: Socios Music - Formato: Descarga digital, streaming        | [ 49 ] |
| Palabra de to's | - Lanzamiento: 5 de diciembre de 2024 - Discográfica: Socios Music - Formato: Descarga digital, streaming         | [ 50 ] |
| Palabra de to's (Seca) - (Edición especial de Palabra de to's con cuatro canciones nuevas de estudio)                                                                                       | - Lanzamiento: 22 de mayo de 2025 - Discográfica: Socios Music - Formato: Descarga digital, streaming             | [ 51 ] |

## Premios y nominaciones

### Premios Lo Nuestro
| Año  | Nominado                               | Galardón                                       | Resultado | Ref.   |
| ---- | -------------------------------------- | ---------------------------------------------- | --------- | ------ |
| 2022 | «El tóxico» (con Grupo Firme)          | Canción Banda del Año - Regional Mexicano      | Ganador   | [ 52 ] |
| 2023 | El mismo                               | Artista Revelación del Año - Regional Mexicano | Ganador   | [ 53 ] |
| 2025 | «It was always you» (con Leon Bridges) | Colaboración "Crossover" del Año               | Nominados |        |
| 2025 | «Una vida pasada» (con Camilo)         | La Mezcla Perfecta del Año                     | Ganadores |        |
| 2025 | «Una vida pasada» (con Camilo)         | Canción del Año - Tropical                     | Ganadores |        |
| 2025 | El mismo                               | Artista Masculino del Año - Música Mexicana    | Ganador   |        |
| 2025 | «Primera cita»                         | Canción del Año - Música Mexicana              | Ganador   |        |
| 2025 | «Lamentablemente» (con Pepe Aguilar)   | Canción Mariachi/Ranchera del Año              | Nominados |        |
| 2025 | «Boca chueca, vol.1»                   | Álbum del Año - Música Mexicana                | Ganador   |        |

### Premios Grammy Latinos
| Año  | Nominado                                       | Galardón                                     | Resultado | Ref.   |
| ---- | ---------------------------------------------- | -------------------------------------------- | --------- | ------ |
| 2022 | «Como lo hice yo» (ft. Edgar Barrera, Matisse) | Mejor Canción Regional Mexicana              | Ganador   | [ 20 ] |
| 2023 | Colmillo de leche                              | Mejor Álbum de Música Norteña                | Ganador   | [ 54 ] |
| 2024 | Boca chueca, vol. 1                            | Mejor Álbum de Música Mexicana Contemporánea | Ganador   | [ 31 ] |

### Premios Latin American Music
| Año  | Nominado | Galardón                          | Resultado | Ref.   |
| ---- | -------- | --------------------------------- | --------- | ------ |
| 2024 | El mismo | Mejor Artista - Regional Mexicano | Ganador   | [ 55 ] |

### Premios Grammy
| Año  | Nominado            | Galardón                       | Resultado | Ref.   |
| ---- | ------------------- | ------------------------------ | --------- | ------ |
| 2025 | Boca chueca, vol. 1 | Mejor Álbum de Música Mexicana | Ganador   | [ 32 ] |